# Grevskabet Lindenborg
Grevskabet Lindenborg var et dansk grevskab oprettet 18. juni 1781 for Heinrich Carl von Schimmelmann af hovedgårdene Lindenborg Gods, Gudumlund, Vildmosegaard, Tiendegården, Henriksdal, Louisendal og Thoruphedegård. Grevskabet, der afløste Baroniet Lindenborg, blev opløst ved lensafløsningen i 1923.